# Thottipalayam
Thottipalayam è una suddivisione dell'India, classificata come census town, di 24.969 abitanti, situata nel distretto di Coimbatore, nello stato federato del Tamil Nadu. In base al numero di abitanti la città rientra nella classe III (da 20.000 a 49.999 persone).

## Geografia fisica
La città è situata a 11° 08' 51 N e 77° 21' 54 E.

## Società

### Evoluzione demografica
Al censimento del 2001 la popolazione di Thottipalayam assommava a 24.969 persone, delle quali 13.209 maschi e 11.760 femmine. I bambini di età inferiore o uguale ai sei anni assommavano a 2.914, dei quali 1.471 maschi e 1.443 femmine. Infine, coloro che erano in grado di saper almeno leggere e scrivere erano 16.996, dei quali 10.098 maschi e 6.898 femmine.